# Ricartus edwardsii
Ricartus edwardsii là một loài côn trùng trong họ Myrmeleontidae thuộc bộ Neuroptera. Loài này được Oustalet miêu tả năm 1870.